# Daisy Ducati

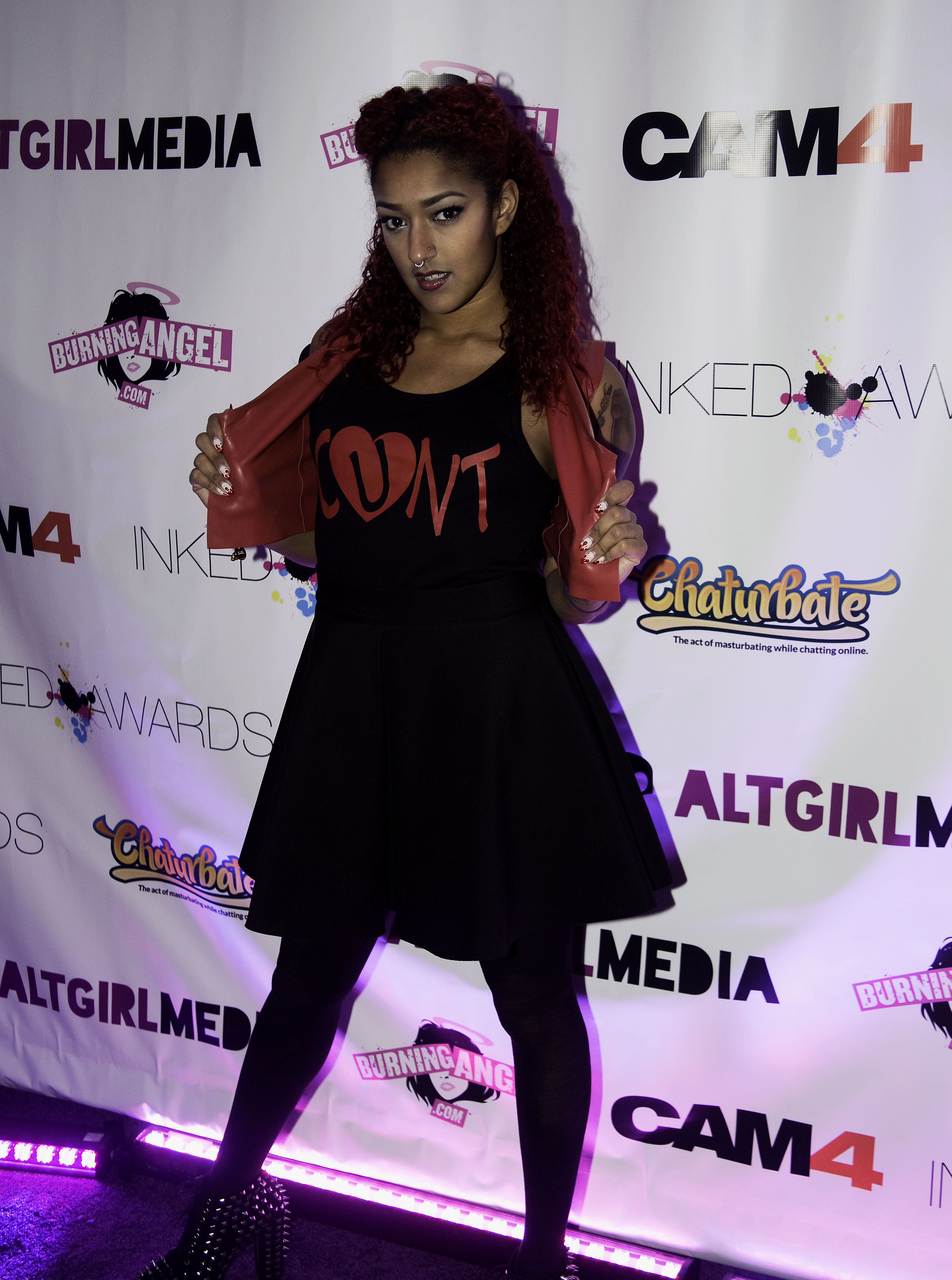
Daisy Ducati bei den Inked Awards am 14. November 2015

Daisy Ducati (* 8. Dezember 1989 in San Francisco, Kalifornien) ist eine US-amerikanische Pornodarstellerin.

## Leben
Daisy Ducati ist seit 2013 als Pornodarstellerin tätig. Die Internet Adult Film Database (IAFD) listete im November 2022 insgesamt 302 Filme, in denen sie mitgewirkt hat. Bei den AVN Awards 2022 wurde sie in der Kategorie „Niche Performer of the Year“ ausgezeichnet.

## Auszeichnungen
- 2022: AVN Award als Niche Performer of the Year[2]
- 2023: AVN Award als Niche Speciality Performer of the Year[3]

## Filmografie (Auswahl)
- 2014: Nylons 14
- 2015: Marriage 2.0
- 2016: Gnardians of the Galaxy and Other Porn Parodies